# Klaus Kösling
Klaus Kösling (* 17. März 1958 in Bonn; † 29. August 2022 ebenda) war ein deutscher Fußballspieler. Der Offensivspieler absolvierte in der Saison 1976/77 unter Trainer Hennes Weisweiler beim 1. FC Köln in der Fußball-Bundesliga acht Ligaspiele (1 Tor).

## Laufbahn
Im Bonner Stadtteil Auerberg aufgewachsen, begann die Vereinskarriere von Klaus Kösling 1970 in der Jugendabteilung des PSV Bonn. Sie wurde von 1972 bis 1975 beim Bonner SC fortgesetzt und führte den torgefährlichen Spielmachertyp über die Mittelrhein- in die Westdeutsche Auswahl. Nach einem fünfmonatigen Zwischenschritt bei Preußen Münster kam Kösling ab dem 1. Dezember 1975 in die von Josef Röhrig betreute FC-A1-Jugend. Der aus Barcelona nach Köln zurückgekehrte Trainer Weisweiler war vom Talent der Offensivhoffnung angetan und sprach sich für einen Lizenzspielervertrag zur Saison 1976/77 aus. Neben Kösling verpflichtete der FC noch Roger van Gool, Preben Elkjær Larsen und Ferdinand Rohde. Der am Bonner Friedrich-Ebert-Gymnasium das Abitur gemachte Profineuling absolvierte am 8. August 1976 im DFB-Pokal gegen den Itzehoer SV (7:0) sein erstes Pflichtspiel als Profi. Eine Woche später wurde er von Trainer Weisweiler beim Bundesligastart, den 14. August, bei einem 3:1-Heimerfolg gegen den 1. FC Kaiserslautern auch erstmals in der Bundesliga eingesetzt. In der 82. Minute kam er für Johannes Löhr auf das Feld. Beim 2:0-Heimerfolg am 28. August 1976 gegen Eintracht Frankfurt erzielte er vor 51.000 Zuschauern, in der 73. Minute für Löhr eingewechselt, in der 86. Minute das zweite Kölner Tor. Im September und Oktober 1976 kam er auch in den Spielen gegen GKS Tychy und GC Zürich dreimal im UEFA-Cup zum Einsatz. Seinen achten und letzten Bundesligaeinsatz absolvierte der 1,80 m große Blondschopf am 11. Dezember 1976 bei einer 1:2-Auswärtsniederlage bei Werder Bremen. Durch seine Einberufung zum Grundwehrdienst bei der Bundeswehr ab Oktober 1976 konnte er nicht mehr regelmäßig am Training teilnehmen. Die Angriffsspitzen beim Weisweiler-Team waren 1976/77 in der Regel mit van Gool, Dieter Müller (34 Tore) und Löhr besetzt; Elkjær Larsen und Kösling waren die Ergänzungsspieler in der FC-Offensive.
Ab Oktober 1977 stürmte mit Yasuhiko Okudera ein Japaner am linken Flügel des FC und Kösling erlitt im Training im Dezember 1977 einen Schien- und Wadenbeinbruch. Fast auf den Tag genau ein Jahr später zog er sich zum zweiten Mal im Training die gleiche Verletzung zu. Da sein behandelnder Arzt die Warnung aussprach, „dass bei einem erneuten Bruch eine Amputation des Unterschenkels möglich ist“, beendete Kösling mit gerade einmal 22 Jahren im September 1980 sein noch bestehendes Vertragsverhältnis mit dem 1. FC Köln und verabschiedet sich für immer aus dem Profigeschäft.
Anschließend durchlief er in Siegburg eine Lehre zum Bürokaufmann und arbeitet seit 1984 in einem Bonner Sicherheitsunternehmen
Insgesamt 13 Mal wurde der Stürmer vom damaligen Trainer Hennes Weisweiler in der Saison 1976/77 für den 1. FC Köln eingesetzt: Acht Spiele in der Bundesliga (1 Tor), zwei Spiele im DFB-Pokal und drei Einsätze im UEFA-Cup.

## Erfolge
- 1977 DFB-Pokal-Sieger (ohne Einsatz)